# Акивз
Акивз (англ. Archives) — подземная пересадочная станция Вашингтонгского метро на Жёлтой и Зелёной линиях. Изначально станция называлась Акивз — Неви-Мэмориал, в период 2004-2011 года — Акивз — Неви-Мэмориал — Пенн-Квота. Станция названа из-за близлежащего Национального управления архивов (в названии Акивз), а также Мемориала Военно-морских сил США (в названии Нэви-Мэмориал) и района Пенн-Квота. Она представлена одной островной платформой. Станция обслуживается Washington Metropolitan Area Transit Authority. Расположена в районе Пенн-Квота на 7-й улице между Пенсильвания-авеню и Индиана-авеню, Северо-Западный квадрант Вашингтона. Кроме объектов от которых станция берёт название, поблизости расположены Министерство юстиции, Федеральная торговая комиссия, Национальная галерея искусства, Национальная аллея, Музей журналистики и новостей. Пассажиропоток — 3.547 млн. (на 2011 год).
Станция была открыта 30 апреля 1983 года.
Станция работает со времени открытия Жёлтой линии, которая также начала обслуживать уже построенные станции Геллери-Плейс и Пентагон. Зелёная линия обслуживает станцию со времени открытия 11 апреля 1991 года.